# Acamarachi
L'Acamarachi ou cerro Pili est un stratovolcan du Chili aux pentes prononcées d'environ 45° et culminant à 6 046 mètres d'altitude ce qui en fait le sommet le plus élevé de ce secteur des Andes.
Il est situé sur le plateau de Puna de Atacama au sud-est d'un groupe de petits volcans qui s'étend jusqu'à Colachi au nord-ouest. C'est un volcan datant de l'Holocène et qui contient désormais un lac classé comme le troisième le plus haut au monde.

## Histoire
Le volcan était un sanctuaire inca. Des objets en métal et en tissus y ont d'ailleurs été retrouvés et sont désormais exposés au musée R.P. Gustavo Le Paige, à San Pedro de Atacama. Son ascension a été réalisée en 1939 par le comte Aldo Bonacossa et R. Gérard.